# Kutya-hegyi-üreg
A Kutya-hegyi-üreg Nagykovácsi külterületén, a Duna–Ipoly Nemzeti Parkban található Budai-hegységben, a Kutya-hegyen helyezkedik el. A Kutya-hegy három barlangja közül az egyik.

## Leírás
A Kutya-hegy egyik nyúlványának tetején lévő tisztáson, fokozottan védett területen helyezkedik el a barlang függőleges tengelyirányú bejárata. Az engedély nélkül megtekinthető barlang bejárásához nem kell felszerelés.
1984-ben volt először Kutya-hegyi-üregnek nevezve a barlang az irodalmában. Előfordul a barlang az irodalmában Kutyahegyi-lyuk (Bertalan 1976), Kutyahegyi-üreg (Bertalan 1976) és Uszkár-barlang (Bertalan 1976) neveken is.

## Kutatástörténet
A Bertalan Károly által írt, 1976-ban befejezett kézirat szerint a Kutyahegyi-üreg (Uszkár-barlang, Kutyahegyi-lyuk) a Budai-hegyekben lévő Kutya-hegyen, Nagykovácsin található. A Kutya-hegy csúcsától ÉNy-ra, egy kis rét ÉK-i sarkában van a barlang bejárata. A barlangbejárat egy 1 m széles beszakadás. A félig fedett, beszakadt dolomitüreg 3 m hosszú, 3 m széles és 3 m magas. Az üreg turistaversenyek tájékozódási, érintési pontja. A kézirat barlangot ismertető része 1 irodalmi mű alapján lett összeállítva.
Az 1984-ben megjelent, Magyarország barlangjai című könyv országos barlanglistájában szerepel a Budai-hegységben lévő egyik barlang Kutya-hegyi-üreg néven, Uszkár-barlang és Kutyahegyi-lyuk névváltozatokkal. A listához kapcsolódóan látható a Dunazug-hegység barlangjainak földrajzi elhelyezkedését bemutató, 1:500 000-es méretarányú térképen a barlang földrajzi elhelyezkedése. 1991. május 23-án készült el a Kutya-hegyi-üreg (4771-es barlangkataszteri terület) alaprajz térképe és 2 metszet térképe. Az alaprajz térképen látható a 2 metszet elhelyezkedése a barlangban. A térképek 1:100 méretarányban mutatják be a barlangot. A térképlapon nincs jelölve az É-i irány.

## További irodalom
- Bertalan Károly: Magyarország barlangkatasztere. Kézirat. Veszprém, Budapest. 1932–1974.